# George Perkins Marsh

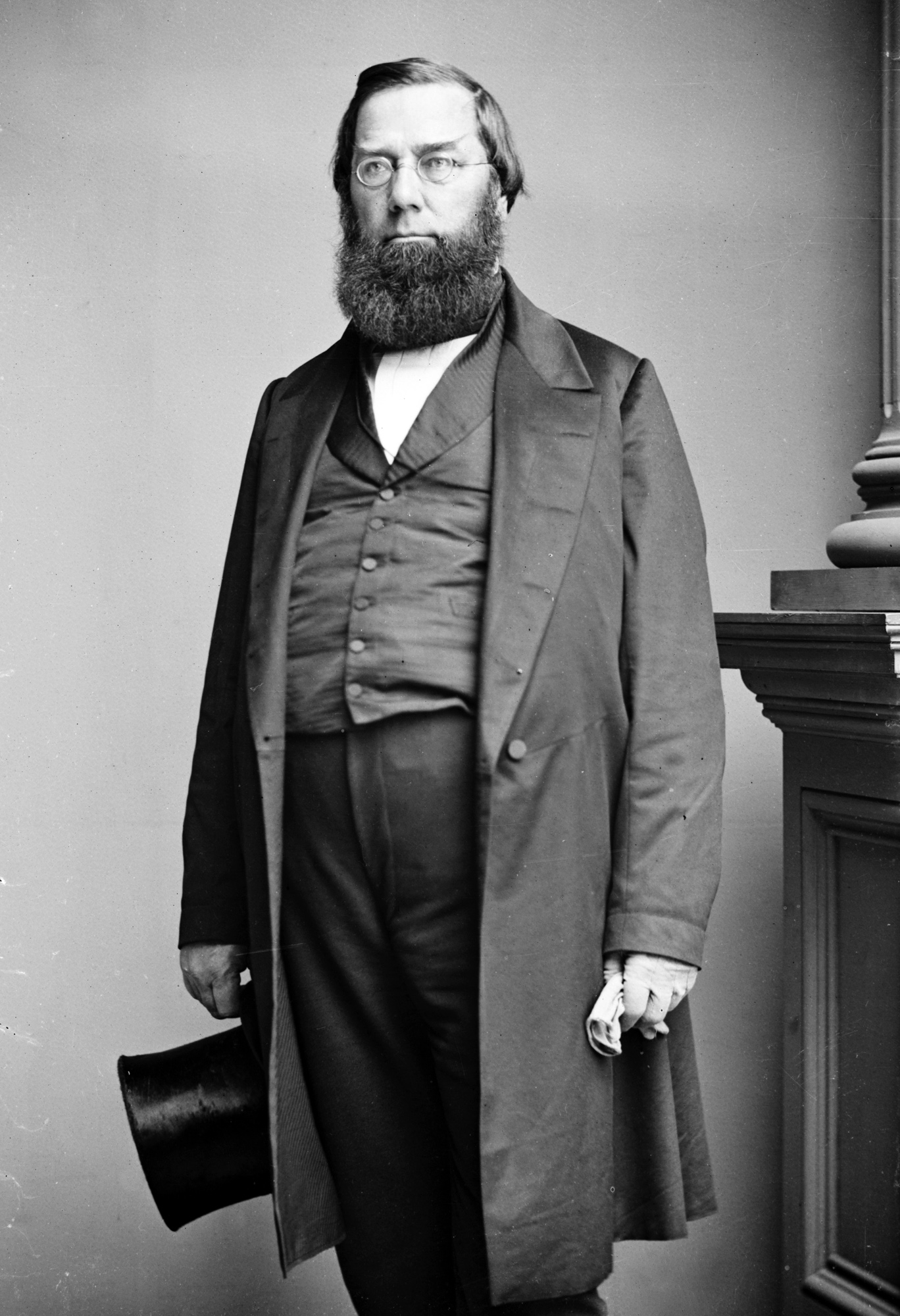
George Perkins Marsh

George Perkins Marsh (Woodstock, VT, 15 de marzo de 1801 - Reggello, Italia, 23 de julio de 1882) fue un diplomático y filólogo estadounidense, considerado por algunos como el primer ecologista de Estados Unidos, aunque el término "conservacionista" sería más exacto. Fue miembro de la Cámara de Representantes de Estados Unidos por el estado de Vermont. El Parque Histórico Nacional Marsh-Billings-Rockefeller de Vermont toma su nombre, en parte, en honor de Marsh.

## Biografía
George Perkins Marsh nació en Woodstock (Vermont), en el seno de una familia prominente. Su padre, Charles Marsh, había sido miembro de la Cámara de Representantes de EE. UU. George Marsh se graduó en la Academia Phillips, de Andover (Massachusetts), en el año 1816 y en la Universidad de Dartmouth en 1820, con los más altos honores. Estudió derecho en Burlington (Vermont), ingresó en el Colegio de Abogados en 1825 y ejerció la abogacía en Burlington. También se dedicó a los estudios filológicos. En 1835 fue nombrado miembro del Consejo Ejecutivo de Vermont, y desde 1843 hasta 1849 fue representante en el Congreso por el Partido Whig. Fue editor de Ancient Monuments of the Mississippi Valley, que se publicó en 1848.